# Marianne Braig
Marianne Braig (* 1953) ist eine deutsche Politikwissenschaftlerin und Universitätsprofessorin am Lateinamerika-Institut (LAI) der Freien Universität Berlin.

## Werdegang
Braig studierte von 1972 bis 1977 Wirtschaftswissenschaften und Soziologie an der Freien Universität Berlin. Nach ihrem Diplom absolvierte sie von 1977 bis 1978 ein Studium der Politikwissenschaft, Anthropologie and Geschichte an der Universidad Nacional Autónoma de México. Von 1978 bis 1983 war sie als wissenschaftliche Mitarbeiterin am Fachbereich Soziologie der FU Berlin tätig. Von 1983 bis 1984 forschte sie als Junior Fellow am El Colegio de México und am Colegio de Jalisco in Mexiko. Von 1984 bis 1988 forschte sie gefördert durch die DFG als wissenschaftliche Mitarbeiterin im Projekt „Labour Market and Gender in Mexico and Nigeria“ am Lateinamerika-Institut der FU Berlin. Von 1988 bis 1997 lehrte sie als Hochschuldozentin am Lateinamerika-Institut der FU Berlin. 1989 wurde sie in Soziologie mit Summa cum laude an der FU Berlin promoviert.
1997 wechselte sie an die Goethe-Universität Frankfurt am Main, wo sie bis 2002 als Hochschuldozentin für Politikwissenschaft am Institut für Vergleichende Politikwissenschaft und Internationale Beziehungen des Fachbereichs Gesellschaftswissenschaften lehrte. 1999 habilitierte sie am Fachbereich Politik- und Sozialwissenschaften der FU Berlin und folgte 2002 einem Ruf auf eine C4-Professur für Politikwissenschaft an der Freien Universität Berlin mit Schwerpunkt Politik Lateinamerikas. 2009 sowie 2013 bis 2014 lehrte sie als Gastprofessorin am El Colegio de México.
Die Forschungsschwerpunkte von Braig liegen in der Untersuchung der politischen Kultur, Staat und Staatlichkeit sowie transregionalen und globalen Verflechtungen und Ungleichheiten in verschiedenen Ländern Lateinamerikas.
Seit 2008 ist Braig Mitglied im Kuratorium und seit 2009 Mitglied im Exzellenzrat der FU Berlin.
Mitte Juni 2024 forderte Braig mit mehreren tausend weiteren Professoren und Dozenten den Rücktritt der Bildungs- und Forschungsministerin Bettina Stark-Watzinger aufgrund ihrer Erwägungen zur Kürzung von Forschungsmitteln für Hochschulangehörige, die zuvor gegen die Räumung eines propalästinensischen Protestcamps ausgesprochen hatten.
Im Juli 2024 hielt Braig ihre Abschiedsvorlesung und wurde emeritiert.

## Auszeichnungen
- 2013: Margherita-von-Brentano-Preis für das Verbundprojekt MISEAL („Medidas para la inclusión social y equidad en Instituciones de Educación Superior en América Latina“)[3]
- 2023: Ehrendoktorwürde der Pontifica Universidad Católica del Perú (PUCP) für Verdienste im internationalen Hochschulaustausch[4]

## Publikationen
- mit Léa Renard und Theresa Wobbe (Hg.): Sklaverei, Freiheit und Arbeit. Soziohistorische Beiträge zur Rekonfiguration von Zwangsarbeit Deutschland. De Gruyter Oldenbourg,  Berlin 2024, ISBN 978-3-111-33484-4.
- mit Narda Henriquez, Gerardo Damonte, Barbara Göbel: Desigualdades en un mundo globalizado. Lima: CISEPA, 2015, 236 S., ISBN 978-612-45732-8-6
- mit Carlos Alba, Stefan Rinke: Latin America and Asia – Relations in the Context of Globalization from Colonial Times to the Present, HISTORAMERICANA, Band 24, Stuttgart: Hans-Dieter Heinz Akademischer Verlag, 2014, 262 S., ISBN 978-3-88099-693-9
- mit Barbara Göbel: Globalización de la naturaleza y ciudadanía: resistencias, conflictos y negociaciones. Dossier Revista Iberoamericana, Vol. XIII, 49, 2013, S. 87–162
- mit Carlos Alba, Stefan Rinke, Guillermo Zermeño: Entre Espacios. Movimientos, actores y representaciones de la globalización. Reihe Entre Espacios, Berlin: Verlag Walter Frey, 2013, 244 S., ISBN 978-3-938944-69-1
- mit Sérgio Costa, Stefanie Kron: Democracia y configuraciones contemporáneas del derecho en América Latina, Publicaciones del Instituto Ibero-Americano Fundación Patrimonio Cultural Prusiano Vol. 149, Madrid: Iberoamericana / Frankfurt am Main: Vervuert, 2012, 436 S., ISBN 978-3-86527-761-9
- mit Anne Huffschmid: Los poderes de lo público: debates, espacios y actores en América Latina. Madrid: Iberoamericana / Frankfurt am Main: Vervuert, 2009, 425 S., ISBN 978-3-86527-494-6
- mit Peter Birle, Ottmar Ette, Dieter Ingenschay: Hemispärische Konstruktionen der Amerikas, Madrid: Serie Biblioteca Iberoamericana, Vol. 109 / Frankfurt am Main: Vervuert, 2006, 168 S., ISBN 978-3-86527-283-6
- mit Ottmar Ette, Dieter Ingenschay und Günther Maihold: Grenzen der Macht – Macht der Grenzen. Lateinamerika im globalen Kontext. Madrid: Serie Biblioteca Ibero-Americana, Vol. 105, Frankfurt am Main: Vervuert, 2005, 239 S., ISBN 978-3-86527-246-1
- mit Walter L. Bernecker, Karl Hölz, Klaus Zimmermann: Mexiko heute. Politik Wirtschaft Kultur. Serie Biblioteca Ibero-Americana, 98, Frankfurt am Main: Vervuert, 2004, 826 S., ISBN 978-3-86527-140-2
- mit Sonja Wölte: Common Ground or Mutual Exclusion? Women’s Movements in International Relation. London/New York: Zed Books Ltd, 2003, 256 S., ISBN 978-1-84277-158-7
- Demokratisierung des Staates, Bürgerrechte und Frauenbewegung. Dokumentation der Tagung: „Demokratisierung des Staates, Bürgerrechte und Frauenbewegungen“ am Cornelia Goethe Zentrum für Frauenstudien und die Erforschung der Geschlechterverhältnisse der Goethe-Universität Frankfurt am Main: 12–13 Juli 2001, Frankfurt/Main, 2001.
- Staat und Markt im Entwicklungsprozess. Serie Schriften des Deutschen Übersee-Instituts Hamburg, 48, Hamburg: GIGA, 2000, 173 S., ISBN 978-3-926953-48-3
- mit Ute Gerhard: Frauenrechte als Menschenrechte. Dokumentation einer Tagung des Cornelia Goethe Zentrum für Frauenstudien und die Erforschung der Geschlechterverhältnisse der Goethe-Universität Frankfurt, Frankfurt am Main, 1999
- Mexiko – ein anderer Weg in die Moderne. Weibliche Erwerbsarbeit, häusliche Dienste und Organisation des Alltags. Köln: Böhlau, 1992, 321 S., ISBN 978-3-412-06791-5